# Aphodius namaquarum
Aphodius namaquarum is een keversoort uit de familie bladsprietkevers (Scarabaeidae). De wetenschappelijke naam van de soort is voor het eerst geldig gepubliceerd in 1980 door Endrodi.